# Saison 4 de Legacies
 (octobre 2021).
Si vous disposez d'ouvrages ou d'articles de référence ou si vous connaissez des sites web de qualité traitant du thème abordé ici, merci de compléter l'article en donnant les références utiles à sa vérifiabilité et en les liant à la section « Notes et références ».
 (octobre 2021).
- Si vous ne connaissez pas le sujet, laissez ce bandeau (vous pouvez alors contacter les auteurs).
- Si vous supprimez le contenu mis en cause (vous pouvez préalablement contacter les auteurs),

argumentez précisément cette suppression dans la page de discussion
(un manque de référence n'est pas un argument ; une recherche réelle de référence doit avoir été effectuée, être formellement documentée).
Chronologie
Saison 3 —
Cet article présente les épisodes de la quatrième saison de la série télévisée américaine Legacies.

## Synopsis
« Hope doit mourir. »
Landon et Cleo sont emprisonnés dans les ténèbres de Malivore qui se crée, petit à petit, une armée en possédant les habitants de Mystic Falls. Hope n'a plus le choix : elle doit devenir une véritable tribride pour mettre un terme à l'existence de Malivore. Mais lorsque la jeune femme éteint son humanité, une nouvelle vague de drames s'abat sur l'école Salvatore.

## Distribution

### Acteurs principaux
- Danielle Rose Russell (VF : Zina Khakhoulia) : Hope Mikaelson
- Jenny Boyd (VF : Anne-Charlotte Piau) : Elizabeth « Lizzie » Saltzman
- Matt Davis (VF : Alexis Victor) : Alaric Saltzman
- Quincy Fouse (VF : Maxime Baudouin) : Milton « M.G. » Greasley (19 épisodes)
- Omono Okojie (VF : Aurélie Konaté) : Cleo Sowande (18 épisodes)
- Aria Shahghasemi (VF : Juan Llorca) : Landon Kirby / Malivore (17 épisodes)
- Chris De'Sean Lee (VF : Diouc Koma) : Kaleb Hawkins (16 épisodes)
- Ben Levin (VF : François Santucci) : Jedidah « Jed » Tien (15 épisodes)
- Leo Howard (VF : Gauthier Battoue) : Ethan Machado (15 épisodes)
- Kaylee Bryant (VF : Emmylou Homs) : Josette « Josie » Saltzman (épisodes 1 à 9 - 9 épisodes)

### Acteurs récurrents
- Courtney Bandeko (VF : Kahina Tagherset) : Finch Tarrayo (13 épisodes)
- Ben Geurens (VF : Loïc Houdré) : Le Nécromancien / Ted (10 épisodes)
- Elijah B. Moore (VF : Thierry d'Armor) : Wade Rivers (10 épisodes)
- Zane Phillips (VF : Clément Moreau) : Ben (10 épisodes)
- Piper Curda : Jennifer « Jen » (7 épisodes)
- Luke Mitchell : Dieu Ken (5 épisodes)

### Invités
- Sope Aluko : Ayomi Sowande, la grand-mère de Cleo (épisodes 1 et 2)
- Ashley Goodson : Trudy (épisode 6)
- Reznor Malalik Allen (VF : Maël Lefebvre) : Pedro (épisodes 7, 12 et 20)
- Tanya Christiansen : Vera Lilien (épisode 8)
- Babak Tafti (VF : Serge Faliu) : Le Sphinx (épisode 9)
- Karan Oberoi : le Génie (épisodes 10 et 12)
- Lee Sherman : Mavis « May » Macon (épisode 15)

### Invités spéciaux
- Peyton Alex Smith (VF : Jean-Baptiste Anoumon) : Rafael Waithe (épisode 3)
- Demetrius Bridges (VF : Jean-Michel Vaubien) : Dorian Williams (épisode 3)
- Riley Voelkel (VF : Philippa Roche) : Freya Mikaelson (épisodes 3 et 15)
- Nick Fink (VF : Anatole de Bodinat) : Ryan Clarke (épisodes 2 et 6)
- Karen David (VF : Ariane Aggiage) : Emma Tig (épisode 5 (flashback))
- Summer Fontana(VF : Zina Khakhoulia) : Hope Mikaelson (enfant) (épisode 5 (flashback))
- Claire Holt (VF : Adeline Moreau) : Rebekah Mikaelson (épisodes 5 et 15)
- Rebecca Breeds (VF : Caroline Victoria) : Aurora de Martel (épisodes 8, 9, 11 à 15, 17 à 19 ; voix seulement épisodes 5 et 7 - 12 épisodes)
- Bianca A. Santos (VF : Youna Noiret) : Maya Machado (épisodes 11 et 19)
- Alexis Denisof (VF : Eric Legrand) : Professeur Rupert Vardemus (épisodes 10 et 14)
- Nathaniel Buzolic (VF : Nathanel Alimi) : Kol Mikaelson (épisode 15)
- Charles Michael Davis (VF : Namakan Koné) Marcellus « Marcel » Gerard (épisode 15)
- Ayelet Zurer : Seylah Chelon, la mère de Landon (épisode 16)
- Tasya Teles : Lynn (épisode 18)
- Candice Accola (VF : Fily Keita) : Caroline Forbes (épisode 20)
- Joseph Morgan (VF : Sébastien Desjours) : Niklaus « Klaus » Mikaelson (épisode 20 (caméo))

## Liste des épisodes

### Épisode 1: Tu n’as droit qu’à un choix, cette fois ci (You Have to Pick One This Time)
- États-Unis : 14 octobre 2021 sur The CW
- France : 6 septembre 2022 sur Syfy

- États-Unis : 326 000 téléspectateurs[1]

Cleo se réveille dans un monde capable de réaliser ses souhaits les plus chers. Elle y retrouve ainsi ses proches. Elle comprend alors qu’elle se trouve toujours à l’intérieur du Malivore.
De retour à l’école Salvatore, Hope se rend compte qu’un sort de protection entoure la cage où est emprisonné le Malivore qui possède le corps de Landon. Elle se rend alors dans le bureau du Dr Saltzman et y découvre une réunion avec les membres de la team des Super-Héros. Ces derniers lui annoncent qu’ils ont trouvé un plan, et que Cleo en est la clé grâce à son pouvoir.
Ils décident de pénétrer dans l’esprit du Malivore. D’un côté, Kaleb et Dr Saltzman doivent détourner l’attention du Malivore, tandis que Hope et M.G. s’y introduisent également. Lorsqu’ils arrivent dans son esprit, Kaleb et le Dr Saltzman réalisent qu’ils sont dans l’ancien établissement scolaire de Kaleb. Mais il s’agit surtout du jour de leur rencontre. En effet, comme le Malivore a accès à leurs esprits – donc à leurs souvenirs – il leur permet de revivre cette journée. Kaleb va alors découvrir ce qu’il s’est réellement passé ce jour-là.
De l’autre côté, Hope et M.G. retrouvent Cleo. Cette dernière va alors inspirer Hope pour plus tard.
- Cet épisode devait être l'épisode 17 de la saison 3.
- Ethan (Leo Howard) et Jed (Ben Levin) ne sont pas présents dans cet épisode.

### Épisode 2: Un pour tous, tous pour un, ou un truc comme ça (There's No I In Team, Or Whatever)
- États-Unis : 21 octobre 2021 sur The CW
- France : 6 septembre 2022 sur Syfy

- États-Unis : 338 000 téléspectateurs[2]

Hope est présente dans le souvenir de Cleo enfant. Il s’agit du jour où une personne a été empoisonnée, et où la jeune Cleo a appris la magie. Puisque Cleo avait déjà inspiré Hope auparavant, cette dernière comprend maintenant que si ce souvenir lui a été partagé, c’est pour qu’elle puisse le reproduire et comment transférer le Malivore hors de Landon.
Maintenant que Clarke est devenu humain, il ressent la douleur et découvre ce que cela fait d’être un simple mortel. Il apprend aussi le douloureux montant de sa facture d’hôpital. Alors qu’il s’apprête à quitter les lieux, Hope vient le chercher, lui rappelant qu’il lui doit un service. Cleo toujours prisonnière du Malivore, fait alors la rencontre du vrai Landon Kirby.
Du côté de l’école Salvatore, l’équipe fait des tests avec la « boîte thérapeutique » pour voir si leur plan fonctionne, mais rien ne marche. Josie discute avec Hope et décide de prendre sa place. Elle lui demande de leur faire confiance.
De son côté, M.G. surveille le rendez-vous entre Lizzie et Ethan. Il est surpris par Kaleb, à qui il avoue être jaloux.
Josie siphonne Finch et commence le sort. Mais une fois terminé, rien ne se passe comme prévu : le Malivore a compris le plan grâce à la muse Cleo. Clarke a été transformé en une créature et se dirige vers le cinéma en plein air, où se trouve notamment Lizzie. Le Malivore informe Hope que la seule façon d’arrêter ce monstre est de tuer son hôte.
Hope refuse de le faire, ayant promis à Clarke de le laisser vivre sa vie d’humain. Pour tenir cette promesse, elle va jusqu’à jeter un sort au Dr Saltzman pour l’empêcher de s’interposer dans sa mission. 
Après que le monstre a mis Ethan K.O., M.G. et Kaleb se séparent : M.G. ramène Ethan à l’école, tandis que Kaleb part à la recherche de Lizzie. Une fois Ethan en sécurité à l’école, Josie l’ausculte et affirme que tout ira bien : il souffre simplement d’une commotion. Elle s’absente ensuite pour aller voir Finch, tandis que M.G. s’éloigne également. Resté seul, Ethan entend l’appel à l’aide de Malivore et décide de le suivre.
Josie finit par retrouver Finch et elles ont une discussion. Finch lui avoue qu’elle a du mal à accepter le fait que Josie ait une chance sur deux de survivre après ses 20 ans. Elle lui reproche de ne pas l’avoir su plus tôt, avant qu’elles ne commencent à sortir ensemble. Finch avoue qu’elle aime Josie, mais finit par partir en lui disant qu’elle ne sait pas si elle pourra gérer cela.

### Épisode 3: On savait tous que ce jour arriverait (We All Knew This Day Was Coming)
- États-Unis : 28 octobre 2021 sur The CW
- France : 13 septembre 2022 sur Syfy

- États-Unis : 355 000 téléspectateurs[3]

- Riley Voelkel : Freya Mikaelson
- Peyton Alex Smith : Rafael Whaite

Ethan retrouve un joueur de football et lui propose quelque chose qui lui permettra d’être plus performant. Il lui explique que cela lui a permis de guérir rapidement d’une blessure au bras. Le joueur accepte et suit Ethan, qui l’amène directement au Malivore. Ce dernier s’en prend à lui pour le transformer.
De son côté, Hope en veut au Dr Saltzman et à Kaleb de ne pas avoir dit la vérité au sujet de Landon. Hope se rend compte qu’ils continuent à lui faire des choses.
Cleo, toujours prisonnière du Malivore, finit par trouver l’inspiration grâce aux paroles de Landon Kirby.
De son côté, Finch, membre de l’équipe de recherche des loups, s’apprête à partir quand Josie la rejoint sous prétexte de lui offrir une bouteille d’eau — simple excuse pour entamer une discussion. Josie lui dit qu’elle peut prendre le temps dont elle a besoin. Finch revient sur le sujet de la fusion et demande à Josie de vraiment prendre le dessus si cela devait vraiment arriver. Elle ajoute qu’elle ne restera pas si Josie n’a pas déjà décidé de l’affronter. La conversation est interrompue par l’arrivée de M.G.
Hope affronte un nouveau monstre, qui la met en garde concernant ce qui l’attend. Elle le tue, mais quand ses amis arrivent, elle découvre qu’il s’agissait d’un simple humain. Ce choc la pousse à comprendre qu’elle n’a plus le choix : elle doit devenir une Tribride.
Elle se dispute alors avec Dr Saltzman à ce sujet. Il lui dit qu’elle n’est pas prête, que ce choix lui donnerait un pouvoir immense, et enfonce le clou en lui rappelant qu’elle reste la fille de son père. À ce moment-là, elle lui demande de partir et elle décide d’aller prendre conseil auprès d’une personne qui saura quoi lui dire : Rafael.
Rafael vit toujours dans le monde prison, qu’il préfère appeler « le monde miroir », car il ne s’y sent pas enfermé. Il raconte sa vie à Hope et utilise même Excalibur pour pêcher, ce qui la fait sourire.
Lizzie et Josie soutiennent Hope dans sa décision de devenir une Tribride, mais leur père n’est pas du même avis. Josie décide alors de demander de l’aide une personne qui sera capable de le faire raisonner. Dorian arrive dans le bureau d’Alaric qui lui explique qu’il est là suite à l’appel de Josie. Dorian lui montre des documents qu’il a préparés concernant la fusion. Il explique que c’est une étape inévitable, mais que l’on peut s’y préparer. Il soulève aussi la question de savoir si Hope devra affronter sa transformation seule ou non. Cette discussion permet à Alaric de mieux comprendre la situation. Il propose alors d’organiser un repas en famille avant la transformation, et ils évoquent ensemble des souvenirs du passé.
Cleo parvient à s’échapper du Malivore et Jed la retrouve. Ensemble, ils se dirigent vers l’endroit où se trouve Hope.
Lizzie, Josie et Hope font un rituel et des fleurs de cerisier s’envolent autour d’elles. Une pousse d’arbre émarge de la terre, symbole d’une nouvelle vie pleine de promesses.
Cleo réalise qu’elle ne s’est jamais réellement échappée : elle a en réalité révélé à Malivore comment tuer Hope. Kaleb retrouve la trace du Malivore et d’Ethan, à qui il propose un marché.
Hope rassemble des souvenirs, notamment des photos afin de partir pour sa transformation. Le Dr Saltzman lui explique qu’il voulait simplement gagner du temps pour lui faire un cadeau : la venue sa tante Freya Mikaelson. Hope et Freya se prennent dans les bras et discutent. Freya lui dit qu’elle va désormais être belle pour l’éternité, que Rebekah Mikaelson en sera jalouse et qu’elle aurait voulu venir, mais que le délai était trop court. Hope lui demande ce qu’Elijah Mikaelson avait ressenti à ce moment-là, puis elles évoquent ensemble Klaus Mikaelson.
Lizzie demande à son père si le fait de se transformer en vampire empêcherait la fusion. Il lui répond que c’est une piste à explorer. Elle lui demande d’évoquer ce sujet plus souvent et que cela ne doit pas être un tabou.
Josie dit à Finch qu’elle cherche une bonne excuse pour s’en aller parce qu’elle aimerait être entourée de personnes aimantes, prêtes à affronter la mort avec elle, même si tout semble perdu d’avance — parce qu’elle estime qu’elle le mérite.
Freya s’occupe de Hope et cette dernière s’endort. À son réveil, sur un ponton, elle aperçoit la Faucheuse. Elle ne comprend pas ce qu’elle doit faire et se demande si cette présence annonce son repos éternel.

### Épisode 4: Vers le côté obscur (See You On The Other Side)
- États-Unis : 4 novembre 2021 sur The CW
- France : 13 septembre 2022 sur Syfy

- États-Unis : 418 000 téléspectateurs[4]

Hope est sur le ponton en compagnie de la Faucheuse, mais elle est rejointe par Ted, l’ancien Nécromancien.
De leur côté, Ethan et Kaleb font du porte-à-porte afin de recruter un nouveau possédé dans les rangs du Malivore. Jed et Wade, à distance, les surveillent. Le reste de l’équipe élabore alors un plan. Josie et Lizzie approuvent le choix de leur père, qui décide de faire passer Hope avant tout le reste, comprenant ses raisons et ayant fait une promesse à Hope. M.G. prend alors les commandes de l’opération.
Hope explique à Ted qu’elle n’est pas morte mais en transition. Elle s’interroge sur qui elle doit sauver, et Ted répond à ses questions. Il finit même par s’excuser, car il se souvient de sa vie en tant que Nécromancien. Elle finit par plonger dans l’eau. Pendant ce temps, Cleo finit par retrouver Landon à l’intérieur du Malivore.
Quand Hope se réveille, elle découvre qu’elle est enfermée dans une cabine de train. Elle se trouve dans une gare abandonnée, et le Malivore est là. Le Dr Saltzman arrive également à cet endroit, mais il est encerclé par des possédés. Il se prépare alors à se battre.
Finch arrive, ayant appris que Josie la cherchait. Elle lui dit qu’elle n’est pas prête à avoir cette discussion, mais Josie lui répond que ce n’est pas pour cela qu’elle voulait la voir. En effet, Jed et Wade arrivent à ce moment-là avec ce qu’elle a demandé : du sel provenant de la cuisine et une bougie banshee. Josie leur explique qu’elle a besoin d’aide pour assurer ses arrières. Jed et Wade doivent faire évacuer l’école : personne ne doit entrer ni sortir de sa chambre, car elle va utiliser de la magie noire pour libérer Ethan et Cleo, emprisonnés dans le Malivore. Quant à Finch, Josie lui demande que, si les choses tournent mal, elle rallume la bougie. En effet, si elle est allumée, cela permettra de sceller ses lèvres. Finch doute de sa capacité à s’en rendre compte, mais Josie lui assure qu’elle le saura.
M.G. et Lizzie arrivent sur le parking de l’école. Ils voient le pick-up d’Ethan. M.G. demande à Lizzie de faire évacuer l’école. Lui se retrouve face à Ethan. Il lui dit que c’est un face-à-face entre super-héros et super-vilain, mais qu’en plus, il a des pouvoirs.
Cleo avoue à Landon qu’elle a révélé la vérité au Malivore sur Hope – comment la tuer. Elle comprend que tout ce qui les entoure est constitué à partir du Malivore et qu’elle peut s’en servir pour fabriquer une porte de sortie.
Hope parvient à sortir du wagon où elle était prisonnière. Le Dr Saltzman est blessé après son combat contre les possédés. Kaleb arrive pour le second round et crache du feu. Au lycée, Ethan attaque M.G. avec un pieu, et ce dernier se défend avec une porte de casier. Lizzie arrive et siphonne l’énergie d’Ethan. En faisant cela, le cœur d’Ethan s’arrête.
Le Dr Saltzman pensait sauver Kaleb avec ses paroles, mais le Malivore reprend le dessus. Hope arrive à temps pour le sauver, puis s’effondre.
Josie commence l’incantation mais Finch décide d’intervenir, car Josie commence à saigner du nez. Elle allume la bougie banshee, mais elle se retrouve nez-à-nez à Dark Josie.
Le Dr Saltzman offre son sang à Hope, qui refuse d’abord, puis accepte sa « destinée » et lui dit qu’ils se reverront de l’autre côté. Le ciel devient alors rouge, et des éclairs écarlates apparaissent. La transformation est accomplie, et un combat commence entre le Malivore et Hope.
Lizzie et M.G. réaniment Ethan, et M.G. lui avoue que ce n’est pas le seul garçon qu’elle fait craquer.
Finch a une discussion avec Dark Josie. Elle demande à revoir la vraie Josie. Dark Josie insiste en lui affirmant qu’elle est la vraie Josie, ajoutant qu’il est impossible d’aimer cette facette d’elle et qu’elles vont devoir rompre. Finch affirme que cela n’arrivera jamais, qu’elle aimera ce côté sombre à sa place, en attendant qu’elle soit prête. Elle l’embrasse, et la vraie Josie revient. Elles sont désormais prêtes à faire revenir Landon et Cleo. Cette dernière lui tend un piège. Josie, avec l’aide de ses amis, lance une incantation qui permet à Cleo de revenir.
Landon et Hope déclarent mutuellement leur amour, puis s’embrassent, et Hope le poignarde. Landon s’effondre.
Le pouvoir d’hypnose de M.G. sur Ethan va s’estomper maintenant qu’il a des pouvoirs et qu’il se souviendra de tout. Ethan lui dit qu’ils sont quittes et qu’il veut s’inscrire à l’école Salvatore.
Finch demande à Josie si elle veut qu’elle reste pour l’aider à nettoyer tout le sel, puis insiste en lui demandant si elle veut qu’elle reste pour la nuit… et pour plus longtemps. Josie comprend sa proposition puis lui rappelle la fusion toujours présente. Finch avoue avoir toujours peur, mais qu’elle souhaite prendre le risque. Elles s’embrassent, Josie ferme la porte, et elles font l’amour pour la première fois.

### Épisode 5: Je croyais que tu serais plus heureuse de me voir (I Thought You'd Be Happier To See Me)
- États-Unis : 11 novembre 2021 sur The CW
- France : 20 septembre 2022 sur Syfy

- États-Unis : 430 000 téléspectateurs[5]

- Claire Holt : Rebekah Mikaelson
- Summer Fontana : Hope Mikaelson (enfant)

### Épisode 6: Les égarés (You're a Long Way from Home)
- États-Unis : 18 novembre 2021 sur The CW
- France : 20 septembre 2022 sur Syfy

- États-Unis : 379 000 téléspectateurs[6]

### Épisode 7: Il était une fois à Mystic Falls (Someplace Far Away From All This Violence)
- États-Unis : 2 décembre 2021 sur The CW[8]

### Épisode 8: Tu n’es pas près de m’oublier (You Will Remember Me)
- États-Unis : 9 décembre 2021 sur The CW[10]

### Épisode 9: Je ne serai jamais celle qui parviendra à t’arrêter (I Can't Be the One to Stop You)
- États-Unis : 16 décembre 2021 sur The CW[12]